# 维克图瓦·贝尔托

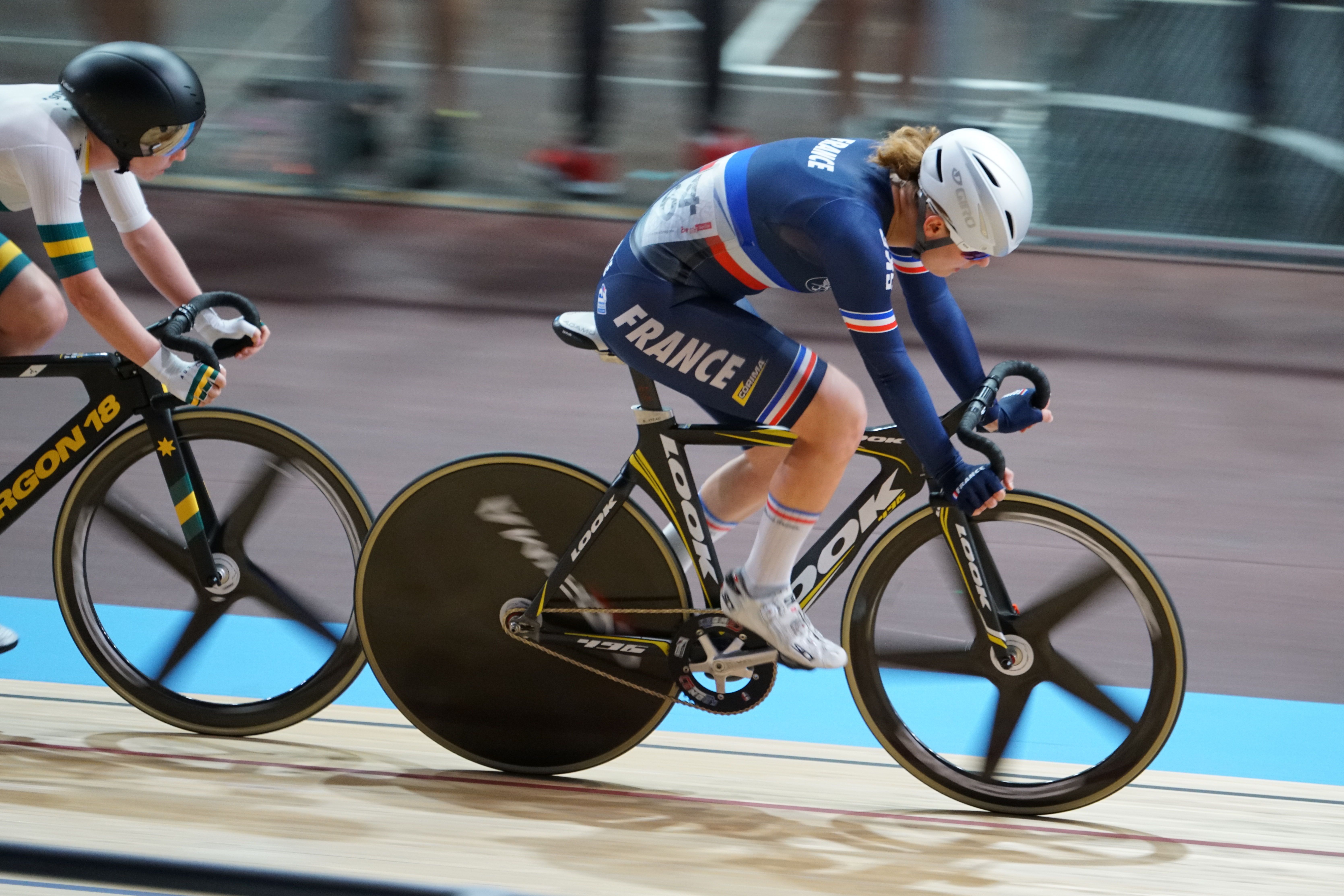
维克图瓦·贝尔托

维克图瓦·贝尔托（法語：Victoire Berteau，2000年8月16日—），法国女子自行车运动员，2022年世界场地自行车锦标赛女子团体追逐赛铜牌得主、2023年世界场地自行车锦标赛女子团体追逐赛铜牌得主。